# Đội tuyển Davis Cup Uzbekistan
Đội tuyển Davis Cup Uzbekistan đại diện Uzbekistan ở giải đấu quần vợt Davis Cup và được quản lý bởi Liên đoàn quần vợt Uzbekistan.
Uzbekistan hiện tại thi đấu ở Nhóm I khu vực châu Á/Thái Bình Dương.  Đội chưa bao giờ thi đấu ở Nhóm Thế giới, nhưng từng 9 lần vào vòng Play-off (1998-2001, 2009, 2012 và 2014-2016).

## Lịch sử
Uzbekistan lần đầu tiên tham gia Davis Cup vào năm 1994. Các vận động viên Uzbekistan trước đây thi đấu cho Liên Xô.

## Đội hình hiện tại (2015)
- Denis Istomin
- Farrukh Dustov
- Temur Ismailov
- Sanjar Fayziev